# Општина Худешти (Ботошани)
Худешти (рум. Hudeşti) општина је у Румунији у округу Ботошани.
Oпштина се налази на надморској висини од 184 m.